# Carignan, Ardennes
Carignan je naselje in občina v severnem francoskem departmaju Ardeni regije Šampanja-Ardeni. Leta 2008 je naselje imelo 3.156 prebivalcev.

## Geografija
Kraj se nahaja v pokrajini Šampanja-Ardeni ob reki Chiers v bližini meje z Belgijo, 20 km jugovzhodno od Sedana.

## Uprava
Carignan je sedež istoimenskega kantona, v katerega so poleg njegove vključene še občine Auflance, Bièvres, Blagny, Les Deux-Villes, La Ferté-sur-Chiers, Fromy, Herbeuval, Linay, Malandry, Margny, Margut, Matton-et-Clémency, Messincourt, Mogues, Moiry, Osnes, Puilly-et-Charbeaux, Pure, Sachy, Sailly, Sapogne-sur-Marche, Signy-Montlibert, Tremblois-lès-Carignan, Villy in Williers z 9.900 prebivalci.
Kanton je sestavni del okrožja Sedan.

## Zgodovina
Kraj se je do leta 1662 imenoval Yvois. Do leta 1555 je bil v sklopu Svetorimskega cesarstva, nato pod špansko Nizozemsko, od leta 1659 pa je s Pirenejskim mirom, ki je sklenil francosko-špansko vojno (del tridesetletne vojne), pripadel Franciji. Ozemlje Yvoisa je bilo pod Ludvikom XIV. leta 1662 povzdignjeno na raven Carignanskega vojvodstva, v korist francoskega generala in Soissonskega grofa Eugèna-Maurica Savojskega, princa Carignanskega, pri čemer se je kraj preimenoval v Carignan. Med francosko revolucijo je bil kraj začasno preimenovan v Ivoy.

## Zanimivosti
- srednjeveški kolegial Notre-Dame, obnovljen po drugi svetovni vojni,
- ostanki utrdb iz 16. in 17. stoletja.

## Pobratena mesta
- Weinsberg (Baden-Württemberg, Nemčija);